# Ipochiromima
Ipochiromima is een kevergeslacht uit de familie van de boktorren (Cerambycidae). De wetenschappelijke naam van het geslacht werd voor het eerst geldig gepubliceerd in 2009 door Sama & Sudre.

## Soorten
Ipochiromima is monotypisch en omvat slechts de volgende soort:
- Ipochiromima sikkimensis (Breuning, 1982)